# Kageyo (Ngororero)
Kageyo è un settore (imirenge) del Ruanda, parte della Provincia Occidentale e del distretto di Ngororero.